# Roger Stern

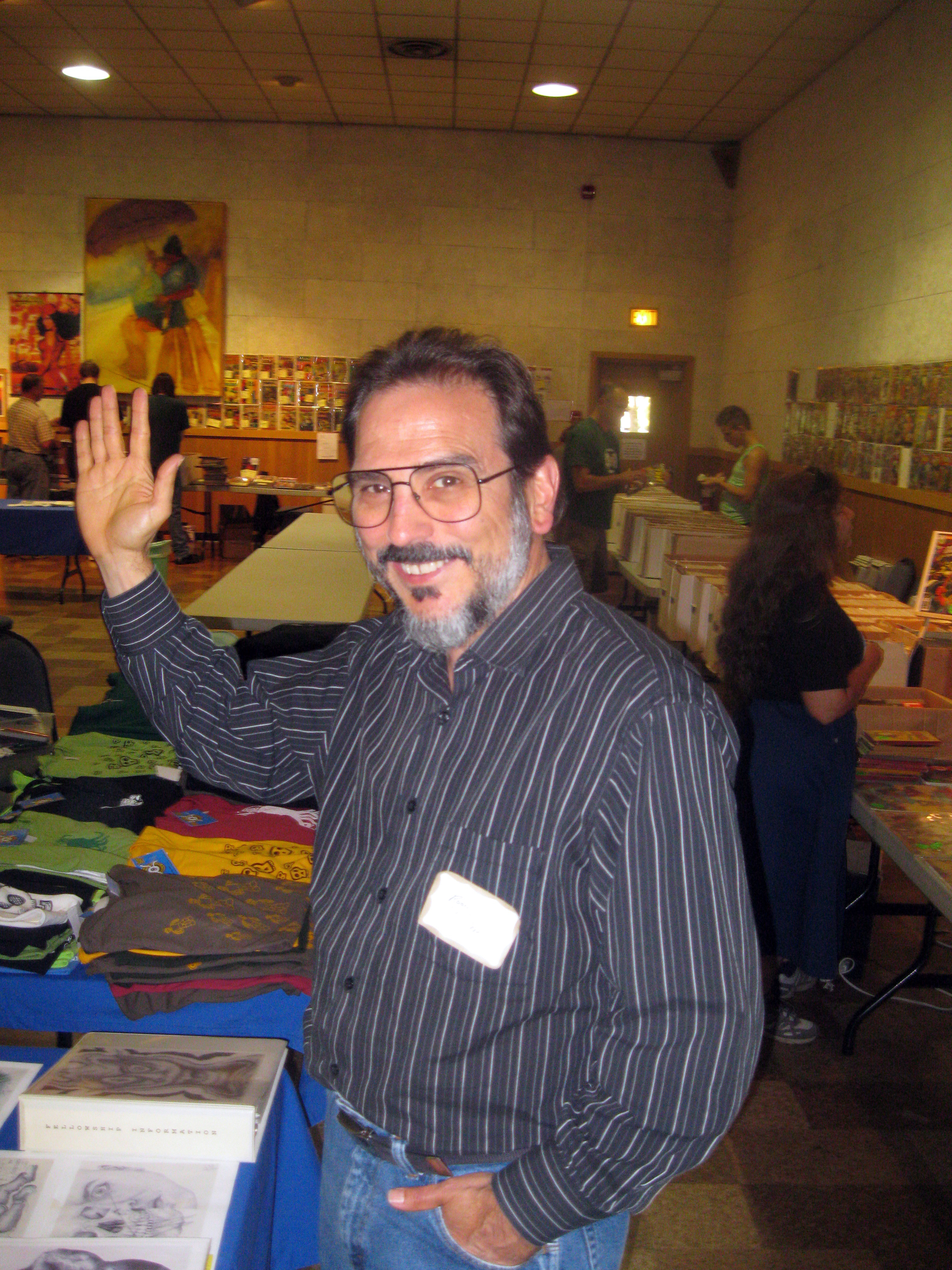
Roger Stern 2010

Roger Stern (* 17. September 1950) ist ein US-amerikanischer Romancier und Comicautor.

## Leben und Karriere

### Arbeiten für Marvel (1975–1985)
Stern begann 1975 als Autor für den Comicverlag Marvel Comics zu arbeiten, für den er hauptsächlich fortlaufende Abenteuer- und Superhelden-Reihen wie Captain America (gemeinsam mit John Byrne), The Amazing Spider-Man, Doctor Strange und die The Avengers verfasste. 1984 schuf Stern gemeinsam mit dem Künstler Bob Hall die populäre Reihe West Coast Avengers. Daneben betätigte Stern sich auch kurzzeitig als Editor mehrerer Marvel-Serien.
Zu den bekannten Comicfiguren die Stern in dieser Zeit schuf zählen unter anderem der Hobgoblin und Captain Marvel, die er beide gemeinsam mit dem Zeichner John Romita junior entwickelte.

### Arbeiten in den 1980er und 1990er Jahren
Nach einem Zerwürfnis mit seinem Verleger bei Marvel, Mark Gruenwald, begann er als freischaffender Autor für den konkurrierenden Verlag DC zu arbeiten. Dort war Stern maßgeblich an der von John Byrne gestalteten Generalüberholung der traditionsreichen Comicserie Superman beteiligt, die 1986 nach beinahe fünfzig Jahren Laufzeit unter „modernen der Gegenwart angepassten Vorzeichen“ neu gestartet wurde. Von 1987 bis 1997 verfasste Stern diverse Superman-Serien: 1988–1990 den Kerntitel Superman, von 1990 bis 1994 die klassische Reihe Action Comics und von 1995 bis 1997 die eigens für ihn, Stern, geschaffene, quartalsmäßig erscheinende Reihe Superman: Man of Tomorrow. In dieser Zeit verfasste Stern unter anderem die Jubiläumsausgabe #700 der Serie Action Comics und war als einer der Hauptautoren des Superman-Imprints bei DC maßgeblich an der berühmten Saga um Supermans Tod und Wiederauferstehung beteiligt. Zu letzterer, die über acht Monate hinweg in Dutzenden Comics erschien verfasste er auch ein Roman-Äquivalent, das es bis in die Bestseller-Liste des Time-Magazines schaffte und Stern ein beträchtliches Vermögen einbrachte.
Daneben schuf er für DC 1989 die Serie Starman (gemeinsam mit Tom Lyle). In den 1990ern schrieb er für Marvel Reihen wie Spider-Man: Hobgoblin Lives und Miniserien wie Avengers Two, Avengers Infinity und Revenge of the Green Goblin. Gemeinsam mit Kurt Busiek verfasste er einige Hefte der Serie Iron Man, mit John Byrne gestaltete er die Reihe Marvel: The Lost Generation.

### Arbeiten seit 2000
2001 begann Stern für die europäischen Verlage Egmont sowie für Panini UK zu arbeiten, für die er Serien wie The Phantom schrieb.
Als Romancier verfasste Stern neben dem bereits erwähnten Roman Death and Life of Superman auch die Bücher Smallville: Strange Visitors (2002) und Superman: The Never-Ending Battle.